# Schoevers

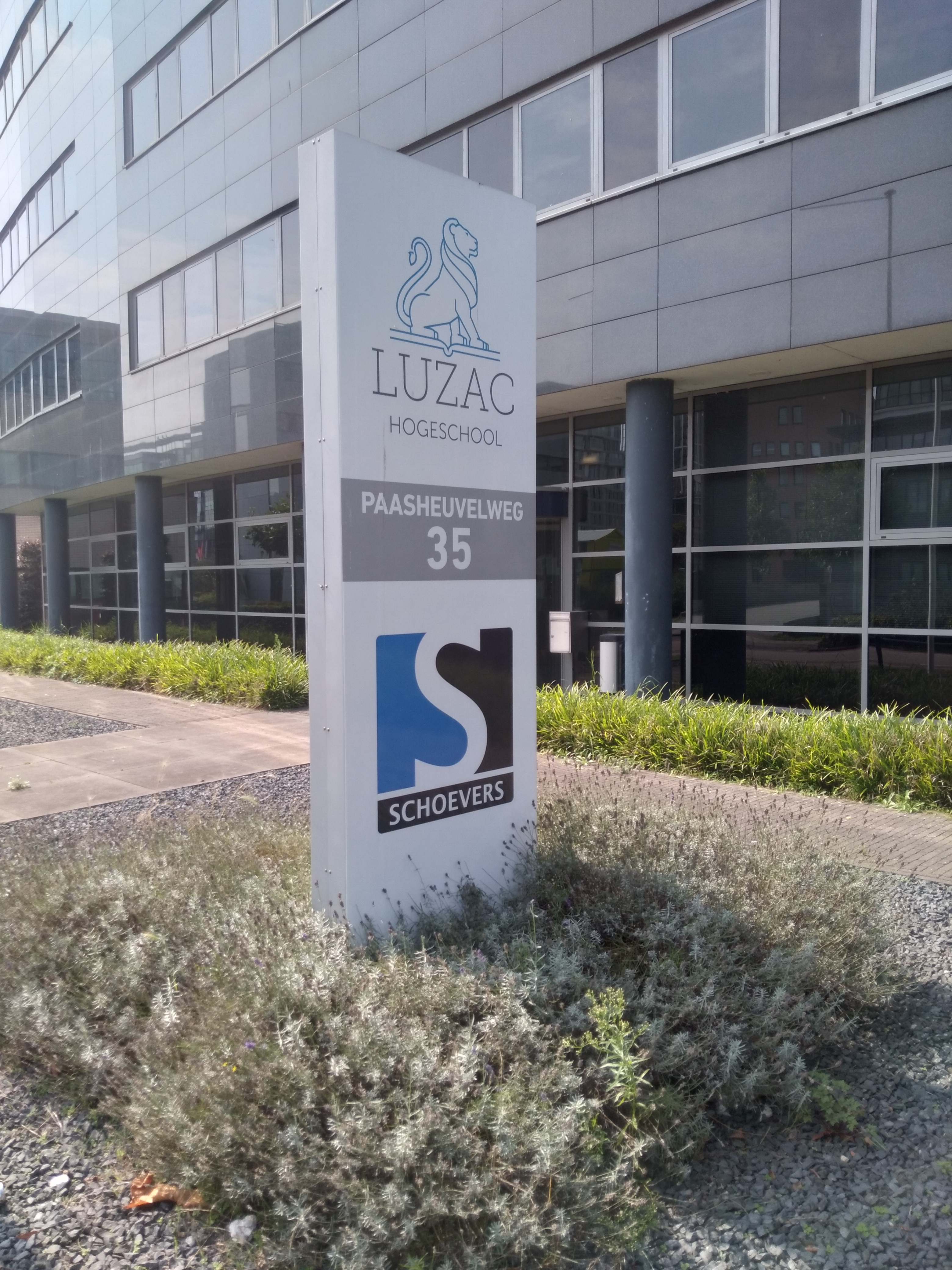
Schoevers en Luzac College aan de Paasheuvelweg, Amsterdam-Zuidoost (augustus 2021)

Schoevers, ook wel bekend als Instituut Schoevers, is een Nederlandse onderwijsinstelling die ruim 150 opleidingen aanbiedt op mbo- en hbo-niveau in zowel deeltijd als voltijd. De opleidingen zijn gericht op office-management en secretariaatswerkzaamheden. De opleider is een particulier instituut, wat de opleidingen duurder en daar mee meer voor de elite maakte in het verleden. 
Sinds de opkomst van roc's en hbo-managementopleidingen, heeft het instituut daardoor veel concurrentie gekregen. Daardoor is het leerlingenaantal sinds eind jaren 1990 aanzienlijk geslonken. Sinds 2015 hoort de opleiders bij Salta Group, die eveneens particuliere opleiders zoals NCOI uitbaat.

## Geschiedenis
Schoevers werd door Adriaan Schoevers in januari 1913 opgericht als opleider in stenografie volgens de het systeem van Groote. De beschrijving als 'Instituut' was een genereuze; opleiding startte in eerste instantie vanuit Schoevers' ouderlijk huis. Al snel biedt Schoevers naast steno ook typen aan, toen nog met vier vingers (beide wijs- en middelvingers).

### Eerste Wereldoorlog en interbellum
Al snel brak de Eerste Wereldoorlog uit, wat voor Instituut Schoevers een positieve ontwikkeling was. De mobilisering van volwassen mannen zorgde dat jongens het werk overnemen, maar zij hadden geen enkele opleiding. Het instituut sprong in dit gat in de markt en verdiende er goed aan. Al snel moest Schoevers personeel aannemen. Hij had voor de oorlog al een eigen onderwijsmethode ontwikkeld, die nu ook daadwerkelijk op het instituut ingezet werd. Daarnaast werd er ook een begin gemaakt met onderwijs in het schrijven van Engelse gedicteerde teksten. Door innovatieve reclame (zo wordt er een actie gestart waarbij met twaalf unieke tramkaartjes één gratis stenoles gegeven wordt) groeit het leerlingenaantal tot bijna 2000 aan het eind van de oorlog.
| Jaartal | Aantal leerlingen                                   |
| ------- | --------------------------------------------------- |
| 1913    | 64                                                  |
| 1915    | 1242                                                |
| 1919    | 1993                                                |
| 1987    | Omstreeks 5500 (+ 15.000 deeltijdcertificaten)      |
| 2000    | 2500                                                |
| 2004    | 750                                                 |
| 2013    | 500 fulltime leerlingen (+ aantal duizend parttime) |

#### Jaren 1920
In de jaren 1920 heeft het instituut zich vooral gericht op jongedames. Hieraan werd in 1922 ook het curriculum aangepast; vrouwen zouden door hun lenigere vingers in tegenstelling tot mannen wél goed kunnen leren tienvingerig te typen en kregen dit dan ook aangeleerd vanaf dit moment. Ook moesten de vrouwen blind typen. Om hen hier mee te helpen, gebruikte Schoevers ritmische muziek, zoals de Radetzkymars of charlestonmuziek. Ook werd men soms geblinddoekt om echt niet te kunnen spieken.
Schoevers profiteerde van de vrouwenemancipatie in de jaren 1920, maar maakte deze ook mogelijk, doordat zij vrouwen hielpen deel te nemen aan het arbeidsproces én dit meer salonfähig te maken voor meisjes uit de hogere middenklasse. In deze tijd maakte het instituut dan ook wederom een groei door, nu echter in het aantal vestigingen. In Den Haag werd snel een nieuwe locatie geopend, maar ook Rotterdam en andere plaatsen volgden al spoedig.

#### Jaren 1930
De crisis van de jaren 1930 had echter ook op deze opleider haar invloed; vrouwen werden al spoedig, vooral door christelijke partijen, geweerd uit het arbeidsproces. Om toch aandacht te houden voor het typen worden er wedstrijden door het instituut georganiseerd; de winnares was de snelste typiste. In 1936 opende zich een vestiging van Schoevers in Nederlands-Indië. Intussen werd in Nederland de vrouwenemancipatie - waar het goed garen bij spon - vanuit het instituut bijgestaan. Zo start Mies Lanen, de directrice van de Rotterdamse vestiging, de Rotterdamsche Club van de Nederlandse Bon van Vrouwen, werkzaam in Bedrijf en Beroep. Binnen Schoevers zélf zit het met die emancipatie echter nog steeds niet goed. Lanen verdient aanzienlijk minder dan haar mannelijke tegenhangers.

### Tweede Wereldoorlog en structuurverandering

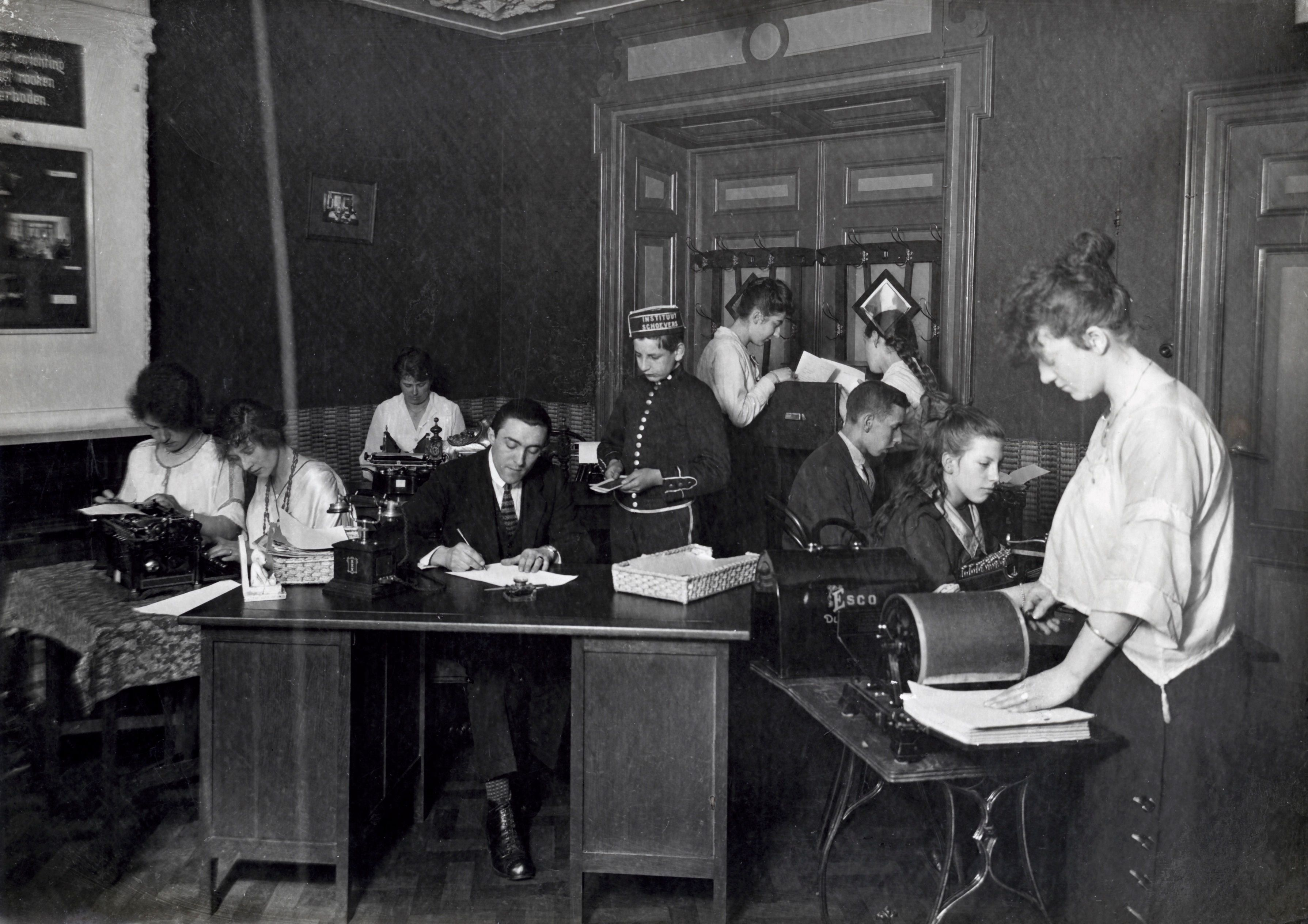
Instituut Schoevers te Amsterdam, omstreeks 1920

Financieel was de Tweede Wereldoorlog een klap voor het instituut. Hoewel de lessen bleven doorgaan en het instituut zich zo neutraal mogelijk opstelde, mocht men door de avondklok geen cursussen 's avonds geven. Ook waren de cursussen aan de dure kant en had men in de oorlog weinig geld over voor dergelijke 'luxe'. Zo kon het dat er jaar op jaar verliezen werden geleden, ook nog in de eerste jaren na de oorlog.

#### Structuur
Schoevers besluit na de oorlog de directeuren nauwer aan het instituut te binden, door hen aandeelhouders te maken. Henk van Brinkom, de directeur van de Amsterdamse school, had al aandelen gekregen en was een van de eerste docenten die Schoevers had aangetrokken in de Eerste Wereldoorlog. Gilbert Sisouw de Zilwa, van de locatie in Den Haag en latere opvolger van Schoevers als overkoepelend directeur, Cees Hemmes, uit Utrecht, en zelfs Mies Lanen kregen aandelen. 

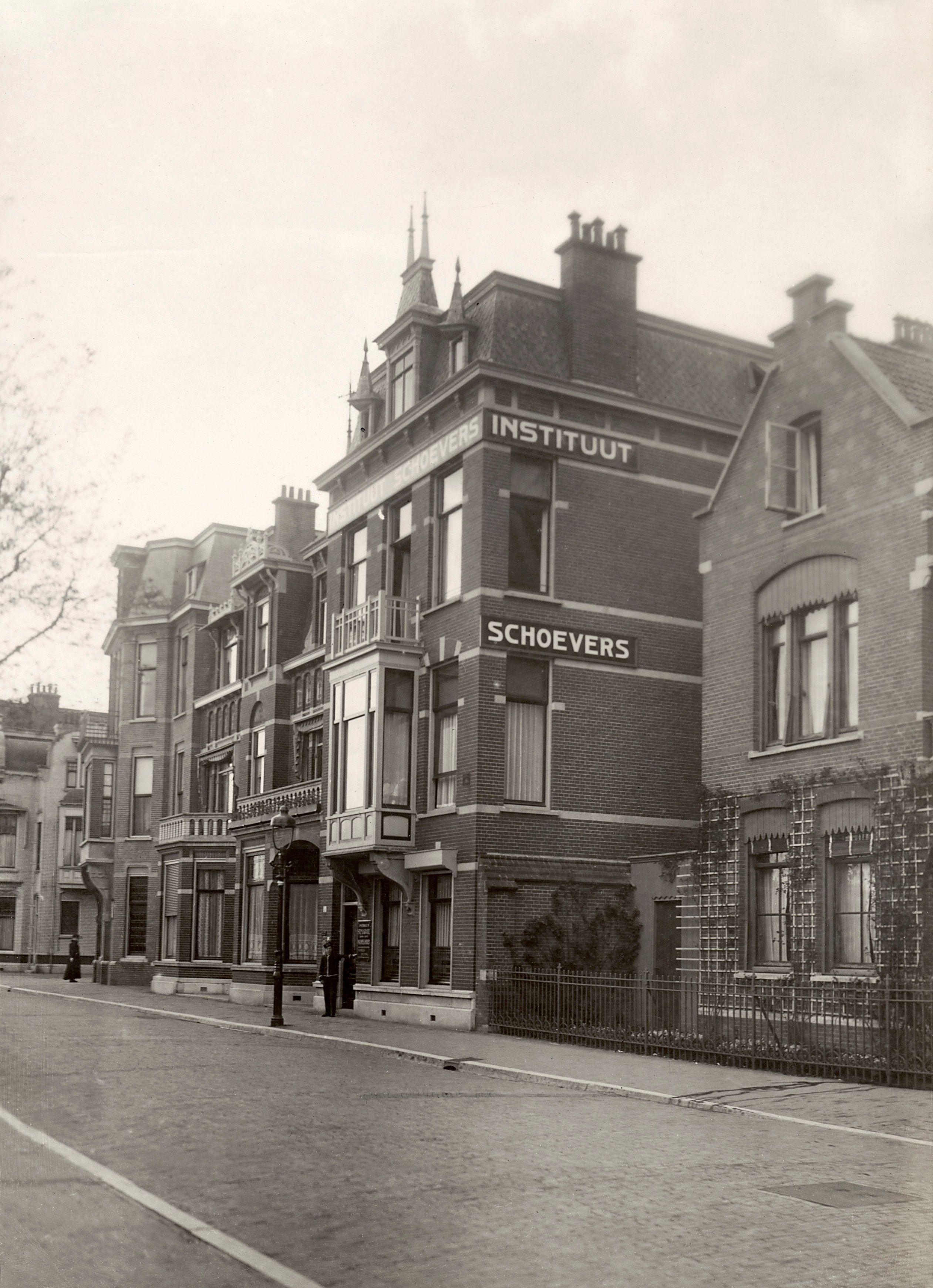
Instituut Schoevers te Den Haag (het vlaggenschip) omstreeks 1920

### Naoorlogse periode
In de jaren 1950 leek de vrouwemancipatie in eerste instantie stil te staan. Het naoorlogse Nederland streefde er naar de vrouwen weer terug te drijven naar hun private sfeer. In eerste instantie leek dit ook te lukken, maar de vrouwen bleken nodig voor de wederopbouw en de economische boom die na het loslaten van de geleide loonpolitiek ontstond. In 1956 wordt de handelingsonbekwaamheid van de vrouw afgeschaft en na 1957 werden vrouwelijke ambtenaren niet meer na een huwelijk ontslagen, een maatregel die in de jaren 1930 was ingevoerd. Toch werd het werk van de vrouw nog veelal gezien als een aanvulling op het salaris van de man, een 'bijbaantje' voor het gezin en werden vrouwen dus minder betaald.
In 1957 was intussen de Javaanse locatie van Schoevers gesloten, door de ontwikkelingen in Indonesië. Adriaan Schoevers was in 1961 na een auto-ongeluk waarbij zijn toenmalige vrouw overleed, in een coma terecht geraakt. Formeel stond en staat hij na zijn coma nog altijd aan het hoofd van de opleider, maar hij trok zich steeds meer terug. Na zijn overlijden in 1965 zal het instituut echter onder de andere directeuren komen te vallen, waarbij Sisouw de Zilwa als primus inter pares op zal treden. Deze rol zal hij vervullen tot zijn overlijden in 1971.

#### Jaren 1960
Ondanks de grote veranderingen van de jaren 1960, zoals het ontstaan van de hippiebeweging, de invoering van de anticonceptiepil en de tweede feministische golf, veranderde er binnen Schoevers in deze periode weinig. Toch had het instituut er zeker wel voordeel van; de toenemende vrouwenemancipatie zorgde voor een grotere toeloop en de economische welvaart zorgt, versterkte dit. Dat het instituut minder exclusief werd, betekende echter wel dat er ook in het curriculum andere zwaartepunten moesten worden aangebracht; de voorheen al voor bekend aangenomen etiquette werd voortaan in de lessen opgenomen.

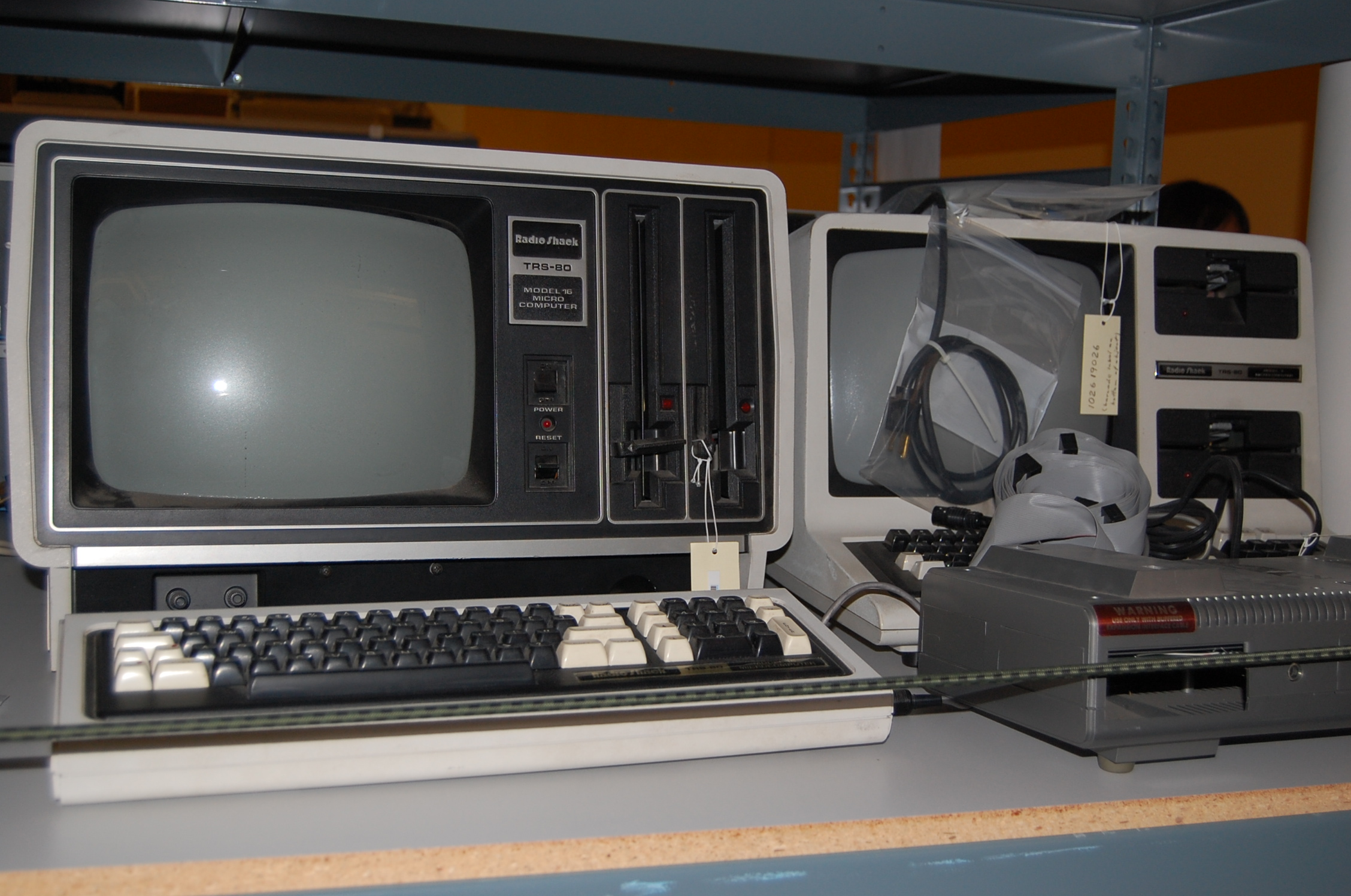
Voorbeeld van een vroege Tandy-computer

#### Computers
Sisouw de Zilwa werd in 1971 opgevolgd door Jan Bakhuijs, die in eerste instantie directeur in Nijmegen was en in 1963 aangetreden was als directeur in Den Haag. Hij was aartsconservatief, wat zich bijvoorbeeld uitte in het feit dat in 1981 de dames van Schoevers nog niet aangeleerd kregen met een elektronische tekstverwerker om te gaan, een falen in een tijd waarin computers zoals de IBM Displaywriter System hun opkomst hadden. Pas in 1983 kwam de eerste, peperdure, Tandy-pc het instituut binnen. Eind jaren 1980 volgen er IBM-computers. De nieuwe middelen eisten een nieuw curriculum; voorheen was de uitdaging het aanleren van foutloos typen, iets was met het gebruik van de backspace niet langer noodzakelijk was.

#### Nieuwe rechtsvorm
Toch bleven de studenten binnenstromen en was Schoevers onder Bakhuijs winstgevend. In 1980 besloot Bakhuijs echter de rechtsvorm van de opleider aan te passen. Het instituut werd een stichting, een grote wijziging voor een bedrijf dat eerst zó gericht was op winst. Het is echter noodzakelijk; de directeuren van de verschillende locaties gingen allen richting hun pensioen, maar hun aandelen waren zó winstgevend dat privépersonen ze niet over konden kopen. De nieuwe stichting kocht hen uit.
Het oprichten van de stichting zorgt er echter voor dat de president-directeur, de functie die Bakhuijs voor de wijziging nog vervulde, echter aanzienlijk minder macht kreeg. Het stichtingsbestuur had namelijk de laatste vinger in de pap en kon besluiten van de president-directeur terugdraaien, iets wat met name gebeurde als de lokale directeuren zich beklaagden bij de stichting. Bakhuijs stopte in 1984, waarna hij werd opgevolgd door Hendrik de Gruiter, die door zijn gebrek aan autoriteit al in 1987 weer weg was. Zijn opvolger, Ad van Deurzen, stopte na een jaar al weer. Diens opvolger, Ben Meerman, hield het iets langer uit, tot 1991.

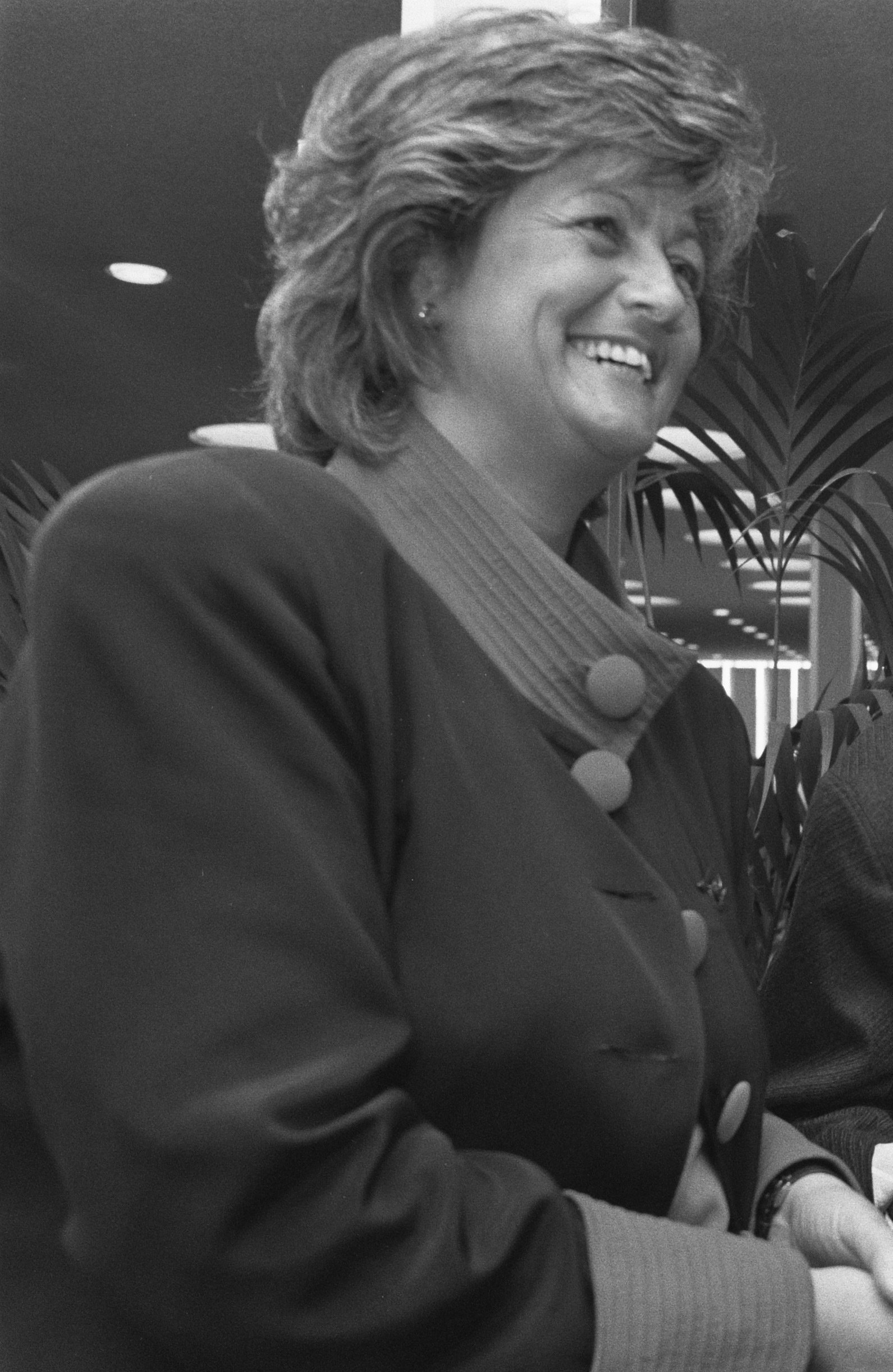
Sylvia Tóth in 1989

### Jaren 90 en jaren 2000
Meerman besloot begin jaren 1990 Schoevers te verkopen aan Sylvia Tóth, die tevens eigenaresse was van Content, een uitzendbureau. Haar plan was om de opleidingen door Schoevers te laten doen en via het uitzendbureau stages aan te bieden en de vrouwen te plaatsen. Ze opende nieuwe dependances, startte met hbo-opleidingen en zorgde dat Schoevers ook opleidingen op het gebied van management en toerisme kreeg. Toch lukten haar plannen maar matig. Tóth dacht niet aan de nieuwe opleidingen voor secretaresses die aanzienlijk goedkoper waren (gegeven aan de roc's) of een sterkere inhoud hadden (er komen hbo-opleidingen voor managementassistentes). Ook besefte ze niet dat de wereld van het onderwijs (meer gericht op lange termijn) en uitzendbureaus (gericht op korte termijn en snel vervullen van functies) ver uit elkaar liggen. Daarnaast weigerden de lokale directeuren zich te laten sturen door een centrale directeur. De leerlingenaantallen daalden. In 1998 verkocht Tóth Content (en daarmee Schoevers) aan Creyf's, een Belgisch bedrijf.

#### Verliezen
Niet alleen de eerder genoemde problemen speelden een grote rol binnen Schoevers, ook het gedateerde imago dat men had opgebouwd deed geen goed. Toch kon men niet té rigoureus hier doorheen gaan, want juist deze naam die was opgebouwd, sprak potentiële leerlingen aan. Begin 2000 werd het uiterst gedateerde steno nog altijd aangeboden, hoewel er met de komst van computers op geheel andere wijze kon worden genotuleerd. Alles bij elkaar zorgde het ervoor dat Schoevers nog meer leerlingen verloor en verlieslijdend werd. Een reeks centrale directeuren kan dit tij niet keren, tot Ria van 't Klooster, die alle lokale directeuren ontsloeg en zo van de ontstane eilandjescultuur afkwam. Hierna werd instituut verkocht aan Partners in Equity, een investeringsgroep. Een reorganisatie en ontslagronde volgden.

## Tegenwoordig
Vanaf 2015 is Schoevers onderdeel van Salta Group. Deze vereniging van diensten kon plaatsvinden, omdat Schoevers nog altijd vooral volledig gericht is op managementondersteuning. Ook de hbo-opleidingen die aangeboden worden, richtten zich hierop en daardoor werd met de vereniging geen monopolie in de markt vergaard. Ondanks de grove ingrepen begin 2000 was op dat moment Schoevers nog steeds niet rendabel. Mogelijk werd het door de aankoop gered van een faillissement. Na de acquisitie werd een aantal opleidingen sinds 2020 aangeboden op Hogeschool Tio locaties. In 2023 was deze samenwerking echter al weer stopgezet.
In 2024 probeerde Schoevers ook meer mannen aan te trekken. In plaats van over secretaresses te spreken, werd er dus over support professional gesproken in de werving.
Het hoofdkantoor van Schoevers zit in Hilversum. Verder zijn er vestigingen in Amsterdam, Eindhoven, Rotterdam en Utrecht. Schoevers is lid van de Nederlandse Raad voor Training en Opleiding en biedt nog altijd opleidingen op het gebied van secretariële taken aan. De opleidingen worden als korte modules of volledige mbo- of hbo-opleidingen aangeboden. De opleider boogt zich nog altijd op de lange historie. Naast de opleidingen wordt er ook baanbemiddeling aangeboden, waardoor Schoevers voor sommige opleidingen ook baangarantie kan bieden.

## Bekende leerlingen
Voormalige leerlingen zijn onder meer:
- Anita Witzier[31]
- Inge de Bruijn[31]
- Patty Brard[31]
- Inge de Bruijn[31]
- Hanneke Groenteman[31]
- Annemarie Jorritsma[31]
- Annie M.G. Schmidt[31]
- Huri Sahin
- Marijke van Beukering
- Marianne Schuurmans-Wijdeven
- Caroline Tensen[3]
- Jeanine Hennis-Plasschaert[3]
- Rob Barel (als onderdeel van een pr-stunt waarbij topsporters gratis een opleiding krijgen)[32]
- Karin Brienesse (als onderdeel van een pr-stunt waarbij topsporters gratis een opleiding krijgen)[32]
- Erik de Bruin (als onderdeel van een pr-stunt waarbij topsporters gratis een opleiding krijgen)[32]
- Ronald Florijn (als onderdeel van een pr-stunt waarbij topsporters gratis een opleiding krijgen)[32]

## Centrale directeuren
Centrale directeuren werden ook wel aangeduid als president-directeuren en zaten het gehele landelijke instituut voor. Onder hen waren:
- Adriaan Schoevers (1913-1965)
- Gilbert Sisouw de Zilwa (1965-1971)
- Jan Bakhuijs (1971-1984)
- Hendrik de Gruiter (1984-1987)
- Ad van Deurzen (1987-1988)
- Ben Meerdijk (1988-1991)
- Lodewijk Bouwens (1991-1994)
- Frans Dolmans (1995-2000)
- Erik Helleman (2000-2001)
- Paul Verburgt & Ineke Schils (2001-2003)
- Ria van 't Klooster (2003-2010)
- Joyce Steenveld (2011-2016)[34]